# Granada (Nicaragua)

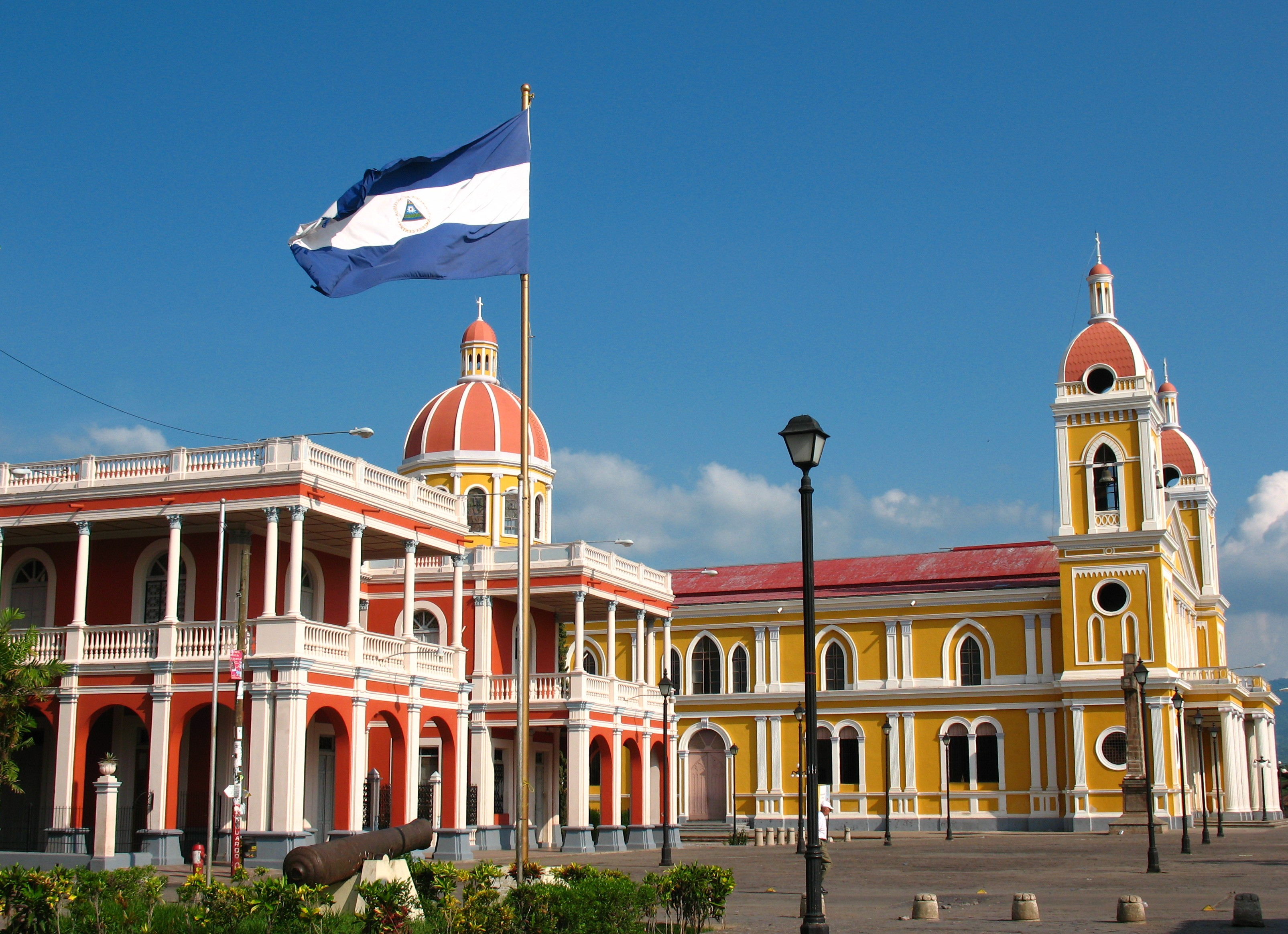
Plaza de la Independencia, amb la catedral al fons

Granada és, amb 110.326 habitants el 2003, la quarta ciutat més poblada de Nicaragua i la capital del department homònim. Se situa a la riba nord-occidental del llac Cocibolca, prop del volcà Mombacho, al sud de la ciutat.
Fou fundada el 8 de desembre de 1524 per Francisco Hernández de Córdoba, que la va batejar en memòria de la ciutat andalusa de Granada. És la ciutat més antiga de les fundades pels europeus en terres continentals d'Amèrica que encara existeix en el seu emplaçament original (Veracruz, a Mèxic, fou fundada abans, el 1519, però fou reconstruïda en un indret diferent de l'originari arran d'un desastre natural).
Granada històricament ha estat una de les ciutats més importants de Nicaragua, tant en el camp econòmic com en el polític. Tradicionalment florent en el comerç de la fusta, l'or i l'argent i els productes agrícoles (cafè, cacau, bananes), avui dia és la principal destinació turística nicaragüenca.
La ciutat té un ric patrimoni colonial, que es reflecteix en la seva arquitectura i planificació urbanística. És anomenada la Gran Sultana del Gran Lago.
Està agermanada amb Badajoz (Extremadura), Frankfurt (Alemanya), Santa Ana de Coro (Veneçuela) i Terrassa (Catalunya).